# Шајкача
Шајкача је војничка капа која припада стилу бочних равних капа чија је главна одлика да се бочне стране могу равно преклопити када се капа не носи на глави. Зими, бочне стране шајкаче могу и да се спусте на уши. Згодно се и савија, те се може носити и испод нарамењаче или за опасачем. Материјал шајкаче се прави од чоје те је згодна за ношење и лети и зими јер држи константну температуру главе. Оваква својства капе биле су главни разлог да је Српска војска уведе у саставни део униформе војника прописом из 1870. године. Прописом од 1876. године капа је била позната по службеном називу „шајкашка капа" а касније добија скраћени назив „шајкача". Прву бочну равну капу у службену употребу у свету „гленгар" увела је британска војска 1868. године за све пешадијске пукове. До тада су је још од 1848. године носили само шкотски пукови, а тек касније користе је и остале армије. Шајкача по уредби из 1896. је тамноплава, а по уредби из 1908. Српска војска уводи међу првима у Европи заштитну сиво-маслинасту походну униформу, чији је шајкача саставни део. Била је саставни део униформе српских војника у Ослободилачким ратовима (1876-1878), Српско-бугарском рату 1885., Ослободилачким ратовима (1912-1918). Коришћена је као службена капа војника у Југословенској војсци и Жандармерији у Краљевини Југославији, а током Немачко-италијанске окупације Југославије у Другом светском рату носе је бројне оружане формације (ЈВУО, НОВЈ, СДС и СДК). Након рата у новој Југославији као службена капа замењена је „титовком" која припада истом стилу бочне равне капе.
Сматра се да је након Првог светског рата, односно у време Краљевине Југославије постала уз брич панталоне и копоран саставни део новог народног одевања. У почетку, током раних 1920-их прво су је у селима носили повратници из рата, односно ратни ветерани, а до краја 30-тих година 20. века због традиције, једноставног кроја и јефтине израде постаје општеприхваћена капа млађег и старијег мушког сеоског становништва. Масовно је ношена код сеоског становништва све до 1970-тих, а већ крајем 20. века носе је још само старији људи да би у првим деценијама 21. века готово ишчезла из свакодневне употребе. Најчешће је сивомаслинасте боје, што асоцира на војску, али може бити и других боја, плава, тегет или црна.

## Историја
Увођење свакодневне одеће као опште униформе донело је неке нове облике и делове одеће који ће у потоњим временима постати синоним српске униформе. Као покривало главе уведена је шајкашка капа по узору на свакодневну капу шајкашког, граничарског батаљона аустријске војске – која је добила назив „шајкача“ и која ће после српско-турских ратова постати национална капа српског народа. Један документ о бекству војника из јединице из 1865. године и фотографија бугарских легионара на школовању у Србији из 1868. сведоче да је у употреби била и пре доношења прописа 1870. године. Шајкача добила назив по војницима Шајкашима - војницима Шајкашког батаљона, граничарима, који су пловили реком Тисом и Дунавом у шајкама .
Војници и нижи чинови свих родова оружја (осим жандармерије) као и старешине народне војске носили су суро-плаву капу без испуске, по форми врло сличну граничарској капи , постављену белим платном. Обична капа официра била је од угасито плаве чоје са правим сунцобраном, по облику налик француској капи – кепију. У наоколо по средини капе ишла су два златна или сребрна ширитића за више и један за ниже официре. Темено поље било је спојено са доњим делом капе до хоризонталних ширитића, једним златним или сребрним гајтаном по шавовима са све четири стране. На темену је била извезена шара у облику двоструког (осмоелиптичног) крста златним или сребрним ширитом према боји дугмади на гуњићу или мундиру. На предњој страни официри носе тробојну кокарду са почетним словима имена и презимена владајућег књаза.
Шајкача по уредби из 1896. је тамноплава (и данас се виђа у тој боји као део народне ношње), а по уредби из 1908. Српска војска уводи међу првима у Европи заштитну сиво-маслинасту походну униформу, чији је шајкача саставни део.
После Првог светског рата Шајкача је као саставни део војничке униформе коришћена и у Југословенској војсци. Након Априлског слома Краљевине Југославије, шајкачу као капу носе припадници оба антифашистичка покрета - Југословенска војска у отаџбини и Народноослободилачка војска Југославије. Униформе предратне Југословенске војске коришћене су током рата и од стране квислиншких формација - СДС и СДК.
Шајкача је као део униформе, после Другог светског рата, у Југословенској армији замењена титовком која је током рата фаворизована од стране Партизанског покрета.
Током ратова на подручју бивше Југославије многи српски добровољци и припадници паравојних формација носе шајкаче, а у војсци Републике Српске је коришћена као саставни део официрске униформе у маскирном дезену.
Према томе, Срби су у своју ношњу уврстили војничку капу, а не обрнуто.
Занимљива је и прича о пандану шајкаче - титовки. Она је узета од совјета који су је звали пилотка. Оно што мало људи зна, то је да је пилотка изворно била капа за пилоте Царске Русије и уведена је 1917 (црне боје, од кадифе, са сребрним тракама на темену). Као и шајкачу, једни су је измислили а други прославили.